# گیلرمو رودریگز موریرا
گیلرمو رودریگز موریرا (به پرتغالی: Guilherme Rodrigues Moreira) مهاجم اهل برزیل است که در شهر Alegre, Espírito Santo و در تاریخ ۱۱ آوریل ۱۹۸۷ به دنیا آمده‌است.
گیلرمو رودریگز موریرا در تیم‌های فوتبال Budapest Honvéd FC سابقهٔ حضور دارد.